# Gyöngyöspüspöki
Gyöngyöspüspöki Gyöngyös városrésze Heves vármegyében, egyutcás település, 1923-ig önálló község volt.

## Története
Gyöngyöspüspöki mindig az egri püspökség/érsekség fennhatósága alatt állt. 1804 után az érsekség birtoka volt. Plébániája már szerepel az 1332/37. évi Pápai tizedjegyzékben is. Az egykori falut 1923-ban közigazgatásilag egyesítették Gyöngyössel, aminek akkor emléket is állítottak, ez megtalálható a falu egykori határában, a Püspöki út elején.

## Temploma
A gyöngyöspüspöki római katolikus templom ma a Gyöngyösi Alsóvárosi Plébánia fennhatósága alatt áll. A templomban a török hódoltság idején a gyöngyösi barátok látták el a lelkipásztori teendőket. A templom 1644-ben romos, alig használható, majd Eszterházy püspök 1767 és 1773 között restauráltatta. 1803-ban, majd 1960-ban újra renoválták, azóta csak állagmegőrzést végeztek rajta. A falu temploma kőfallal van körülvéve amin lőrések találhatók. A háborús időkben ide menekült a falu népe az ellenség elől. 2010-ben elkezdődött a templom külső és belső felújítása, mely idő alatt ugyanúgy tartanak istentiszteletet.

## Elhelyezkedése
A várostól mintegy 2 km-re található, a Dél-Kálvária part aljában a Gyöngyös-patak folyása mellett.

## Közlekedése
Püspöki sokáig nem volt elérhető helyi tömegközlekedéssel, de ma már igen, hiszen a városrész mellett található több áruház, barkácsáruház is. A városrészben igen nagy az átmenő forgalom.